# 隣の家族は青く見える
『隣の家族は青く見える』（となりのかぞくはあおくみえる）は、2018年1月18日から3月22日までフジテレビ系『木曜劇場』で放送された日本のテレビドラマである。主演は深田恭子。
厚生労働省が、放送開始前日の17日に本ドラマとタイアップを行うことを発表した。

## あらすじ
家の購入を機に妊活を始める五十嵐奈々とその妻と共に妊活に向き合う五十嵐大器の「子供が欲しいカップル」。子供が欲しくない杉崎ちひろとバツイチ の川村亮司の「子供を作らないカップル」。一級建築士の広瀬渉と彼の恋人の青木朔の「男性同士のカップル」。商社を早期退職した小宮山真一郎と子育てが命の小宮山深雪の「幸せを装う夫婦」。この4組が本作の舞台となるコーポラティブハウスで、悩みや秘密を隠して葛藤しながらも成長していこうとする。

## キャスト

### コーポラティブハウスに住む人々
五十嵐 奈々（いがらし なな）〈35〉
演 - 深田恭子
大器の妻。スキューバダイビングのインストラクターで活発。旧姓は東野。
五十嵐 大器（いがらし だいき）〈32〉
演 - 松山ケンイチ
奈々の夫。中堅玩具メーカー「Tamada」の企画開発部主任。心優しいが、ちょっと頼りない。
奈々がインストラクターをしているスキューバダイビングスクールで足がつったのが原因で溺れ、彼女に助けられ顔を見た瞬間に一目ぼれで結婚した。
川村 亮司（かわむら りょうじ）
演 - 平山浩行
バツイチのスタイリスト。ちひろと事実婚。
杉崎 ちひろ（すぎさき ちひろ）
演 - 高橋メアリージュン
一生子供を持つ気のないネイリスト。亮司と事実婚。
青木 朔（あおき さく）
演 - 北村匠海　（DISH//）
渉と付き合い始めて1年後に、彼の部屋に転がり込んだ同性愛者。バーテンダー。中卒。
コーポラティブハウスの住人たち・留美には渉の甥と偽っていたが、コーポラティブハウス前に貼られた中傷ビラを機に、渉との本当の関係がばれてしまう。
広瀬 渉（ひろせ わたる）
演 - 眞島秀和
コーポラティブハウスを設計した一級建築士で、自身も部屋を購入して住んでいる。一人っ子。朔から「わたるん」と呼ばれている。
第5話で三沢建築事務所を出て独立する決意をする。第7話で母親に同性愛者であることをカミングアウトする。
小宮山 深雪（こみやま みゆき）
演 - 真飛聖
子供のいる幸せいっぱいの家庭を築きたいと考えている専業主婦。旧姓は大河内。自分より高価なものを身に着けるちひろを嫌っている。
小宮山 真一郎（こみやま しんいちろう）
演 - 野間口徹
深雪の夫。以前は商社に勤めていたが、度重なる海外転勤に嫌気が差して深雪と娘たちに黙って早期退職し就職活動中。
第7話から中学生に対する学習支援のボランティアをしている。
小宮山 優香（こみやま ゆか）
演 - 安藤美優
小宮山夫妻の長女。深雪に内緒で図書館横の広場を使って友達とダンスをしている。
小宮山 萌香（こみやま　もか）
演 - 古川凛
小宮山夫妻の次女。
三浦 亮太（みうら りょうた）
演 - 和田庵
亮司の息子。優香の同級生。亮司の別れた元妻の実家に預けられていたが、第5話終盤から彼のいる川村宅に住み始める。

### その他
矢野 朋也（やの ともや）
演 - 須賀健太
中堅玩具メーカー「Tamada」に勤務している大器の部下。
五十嵐 琴音（いがらし ことね） → 糸川 琴音（いとかわ ことね）
演 - 伊藤沙莉
大器の妹。啓太との間で妊娠したのを機に結婚し、第5話で女の子を出産する。
糸川 啓太（いとかわ けいた）
演 - 前原滉
焼き鳥「いがらし」の従業員。琴音の夫。
三浦 妙子（みうら みょうこ）
演 - 山本与志恵
亮司の別れた元妻の母。
課長
演 - 大西武志
中堅玩具メーカー「Tamada」の課長。大器の上司。
マスター
演 - 山本佳希
朔がバーテンダーをしているバー「BASE」のマスター。
成田（なりた）
演 - 三溝浩二
渉が勤める建築事務所の所長。
さな
演 - 薄倉里奈
優香のダンス仲間。
りり
演 - 鮫島彩華
優香のダンス仲間。
りの
演 - 乾真奈美
優香のダンス仲間。
糸川 真奈（いとかわ まな）
演 - 矢部桃羽
啓太、琴音の娘。
長谷部 留美（はせべ るみ）
演 - 橋本マナミ
渉が勤める建築事務所の建築士。渉に恋愛感情を持っている。
探偵に調査依頼をして、渉と朔が男性同士のカップルと知り、朔には過去のことを脅して渉と別れさせようとする。
倉持 充（くらもち みつる）
演 - 寿大聡
奈々が勤めているスキューバダイビングスクールの責任者。
五十嵐 健作（いがらし けんさく）
演 - 春海四方
大器の父。焼き鳥「いがらし」を営んでいる。
源さん（げんさん）
演 - 森下能幸
焼き鳥「いがらし」の常連客。
片岡 洋子（かたおか ようこ）
演 - 伊藤かずえ
「若葉レディースクリニック」の医師。
五十嵐 聡子（いがらし さとこ）
演 - 高畑淳子
大器の母。

### ゲスト
第4話
東野 春枝（ひがしの はるえ）
演 - 原日出子（第9話）
奈々の母。
第6話
広瀬 ふみ（ひろせ ふみ）
演 - 田島令子（第7話・第9話・最終話）
渉の母。
第7話
大河内 百合恵（おおかわうち ゆりえ）
演 - 多岐川裕美
深雪の母。

## スタッフ
- 脚本 - 中谷まゆみ
- 音楽 - 木村秀彬、堤博明
- 主題歌 - Mr.Children「here comes my love」（TOY’S FACTORY）[9]
- 不妊治療監修 - 桜井明弘（医療法人産婦人科クリニックさくら 一般社団法人美人化計画）、石川勇介（株式会社ファミワン）
- LGBT監修 - 森永貴彦（LGBT総合研究所）
- コーポラティブハウス、建築事務所監修 - 牛田大介（株式会社タウン・クリエイション）
- ダイビング監修 - 澤田淳（aqua QUEST）
- プロデューサー - 中野利幸（CP）
- 演出 - 品田俊介、相沢秀幸、高野舞
- 制作 - フジテレビ第一制作室
- 制作著作 - フジテレビ

## 放送日程
| 各話                                                                         | 放送日  | サブタイトル                                            | 演出     | 視聴率 |
| ---------------------------------------------------------------------------- | ------- | ------------------------------------------------------- | -------- | ------ |
| 第1話                                                                        | 1月18日 | のぞきたくなる!! ひとつ屋根の下に住む家族達の秘密とは!? | 品田俊介 | 7.0%   |
| 第2話                                                                        | 1月25日 | ひとつ屋根の下で、大波乱の顔合わせ!!                    | 品田俊介 | 6.2%   |
| 第3話                                                                        | 2月01日 | 夫婦の絆!! 妻の涙と夫のあふれる想い!!                   | 品田俊介 | 5.9%   |
| 第4話                                                                        | 2月08日 | 母の愛、娘の願い 壊れた絆の架け橋!!                     | 高野舞   | 6.0%   |
| 第5話                                                                        | 2月15日 | あふれる想い…!! 私たちが出した答え                      | 高野舞   | 4.6%   |
| 第6話                                                                        | 2月22日 | 動き出した運命の行方!! 衝撃のラスト!!                   | 品田俊介 | 5.7%   |
| 第7話                                                                        | 3月01日 | 衝撃の一夜!! 究極の愛を越えて!!                         | 高野舞   | 5.7%   |
| 第8話                                                                        | 3月08日 | 夢見た未来へ…!? 私達の笑顔の行方!!                      | 相沢秀幸 | 6.5%   |
| 第9話                                                                        | 3月15日 | 最後の手紙…愛する人の待つ場所へ!?                       | 高野舞   | 6.9%   |
| 最終話                                                                       | 3月22日 | 神様のくれた結末とは…!?                                 | 品田俊介 | 7.9%   |
| 平均視聴率 6.2％（視聴率はビデオリサーチ調べ、関東地区・世帯・リアルタイム） |         |                                                         |          |        |

## 副音声企画
- 第4話で青木朔役の北村匠海と広瀬渉役の眞島秀和による副音声企画が実施された[12]。
- 第5話で杉崎ちひろ役の高橋メアリージュンと川村亮司役の平山浩行による副音声企画が実施された[13]。
- 第7話で小宮山真一郎役の野間口徹と小宮山深雪役の真飛聖による副音声企画が実施された[14]。
- 第8話で五十嵐奈々役の深田恭子と五十嵐大器役の松山ケンイチと五十嵐聡子役の高畑淳子による副音声企画が実施された[15]。
- 最終話で広瀬渉役の眞島秀和と小宮山深雪役の真飛聖と杉崎ちひろ役の高橋メアリージュンによる生副音声企画が実施された[16][17]。